# Русанов, Александр Александрович
Александр Александрович Русанов (род. 12 мая 1950) — советский борец классического стиля, чемпион и бронзовый призёр чемпионатов СССР, мастер спорта СССР международного класса (1980). Увлёкся борьбой в 1964 году. Выступал в первой наилегчайшей весовой категории (до 48 кг). Тренировался под руководством В. Н. Глущенко. Участвовал в шести чемпионатах СССР.

## Спортивные результаты
- Чемпионат СССР по классической борьбе 1976 года — ;
- Чемпионат СССР по классической борьбе 1977 года — ;
- Чемпионат СССР по классической борьбе 1979 года — ;